# Erie Wave
Gli Erie Wave sono stati una franchigia di pallacanestro della World Basketball League, con sede a Erie, in Pennsylvania, attivi dal 1990 al 1992.
Disputarono tre stagioni nella WBL, non raggiungendo mai i play-off. Fallirono il 20 luglio del 1992, poco prima del fallimento della lega.

## Stagioni
| Stagione | Lega | Denominazione | V  | P  | %    | Piazzamento | Play-off |
| -------- | ---- | ------------- | -- | -- | ---- | ----------- | -------- |
| 1990     | WBL  | Erie Wave     | 12 | 34 | 26,1 | 7º          | -        |
| 1991     | WBL  | Erie Wave     | 18 | 33 | 40,9 | 5º          | -        |
| 1992     | WBL  | Erie Wave     | 12 | 16 | 42,9 | 9º          | -        |